# Aurensan (Hautes-Pyrénées)
Aurensan (okzitanisch gleichlautend) ist eine französische Gemeinde mit 768 Einwohnern (Stand: 1. Januar 2022) im Département Hautes-Pyrénées in der Region Okzitanien (bis 2015 Midi-Pyrénées). Sie gehört zum Arrondissement Tarbes und zum 2015 gegründeten Gemeindeverband Tarbes-Lourdes-Pyrénées. Die Einwohner werden Aurensannais genannt.

## Geografie
Aurensan liegt in der Landschaft Bigorre, etwa acht Kilometer nördlich von Tarbes am Adour. Umgeben wird Aurensan von den Nachbargemeinden Sarniguet im Norden, Tostat im Norden und Nordosten, Dours im Osten und Nordosten, Chis im Osten, Orleix im Südosten, Bours im Süden, Bazet im Südwesten sowie Andrest im Westen und Nordwesten.
Durch die Gemeinde führt die Route nationale 21.

## Bevölkerungsentwicklung
| Jahr                               | 1962 | 1968 | 1975 | 1982 | 1990 | 1999 | 2006 | 2011 | 2018 |
| ---------------------------------- | ---- | ---- | ---- | ---- | ---- | ---- | ---- | ---- | ---- |
| Einwohner                          | 392  | 415  | 502  | 567  | 592  | 660  | 721  | 760  | 788  |
| Quellen: Annuaire-mairie und INSEE |      |      |      |      |      |      |      |      |      |

## Sehenswürdigkeiten
- Kirche Saint-Severin

## Belege
1. ↑  Aurensan auf annuaire-mairie.fr
2. ↑  Aurensan auf insee,fr